# Doellingeria
 Doellingeria  Nees, 1832 è un genere di piante angiosperme dicotiledoni della famiglia delle Asteraceae (sottofamiglia Asteroideae e tribù Astereae/clade  North American lineage) e sottotribù Doellingeriinae.  Doellingeria è anche l'unico genere della sottotribù  Doellingeriinae  G.L.Nesom, 2020

## Etimologia
Il nome scientifico del genere è stato definito dal botanico Christian Gottfried Daniel Nees von Esenbeck (1776-1858) nella pubblicazione " Genera et Species Asterearum" ( Gen. Sp. Aster. 177) del 1832. Il nome scientifico della sottotribù è stato definito dal botanico Guy L. Nesom (1945-) nella pubblicazione " Phytoneuron. Digital Publications in Plant Biology" ( Phytoneuron 2020-53: 13 ) del 2020.

## Descrizione

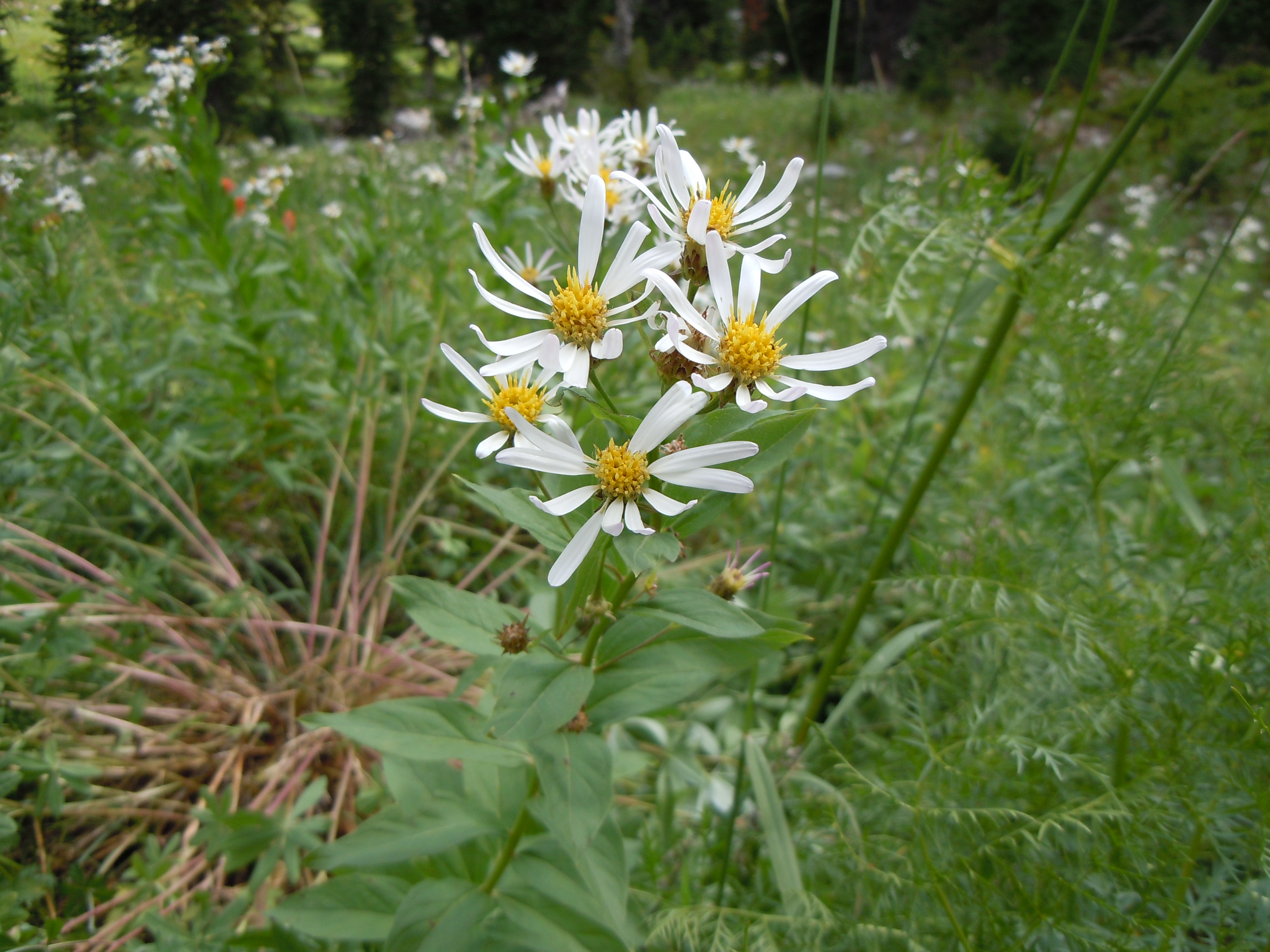
Il portamento
Doellingeria engelmannii

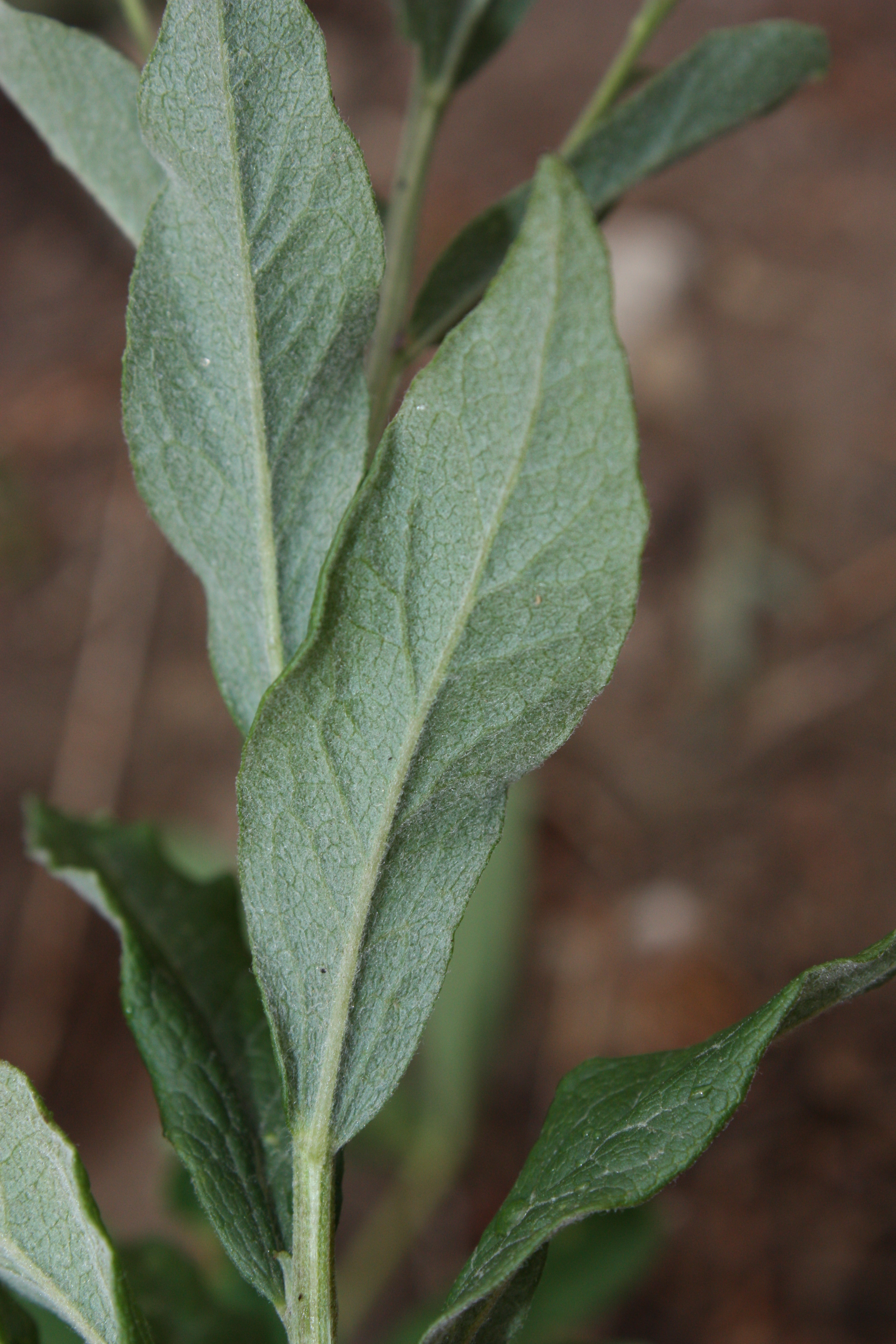
Le foglie
Doellingeria ledophylla

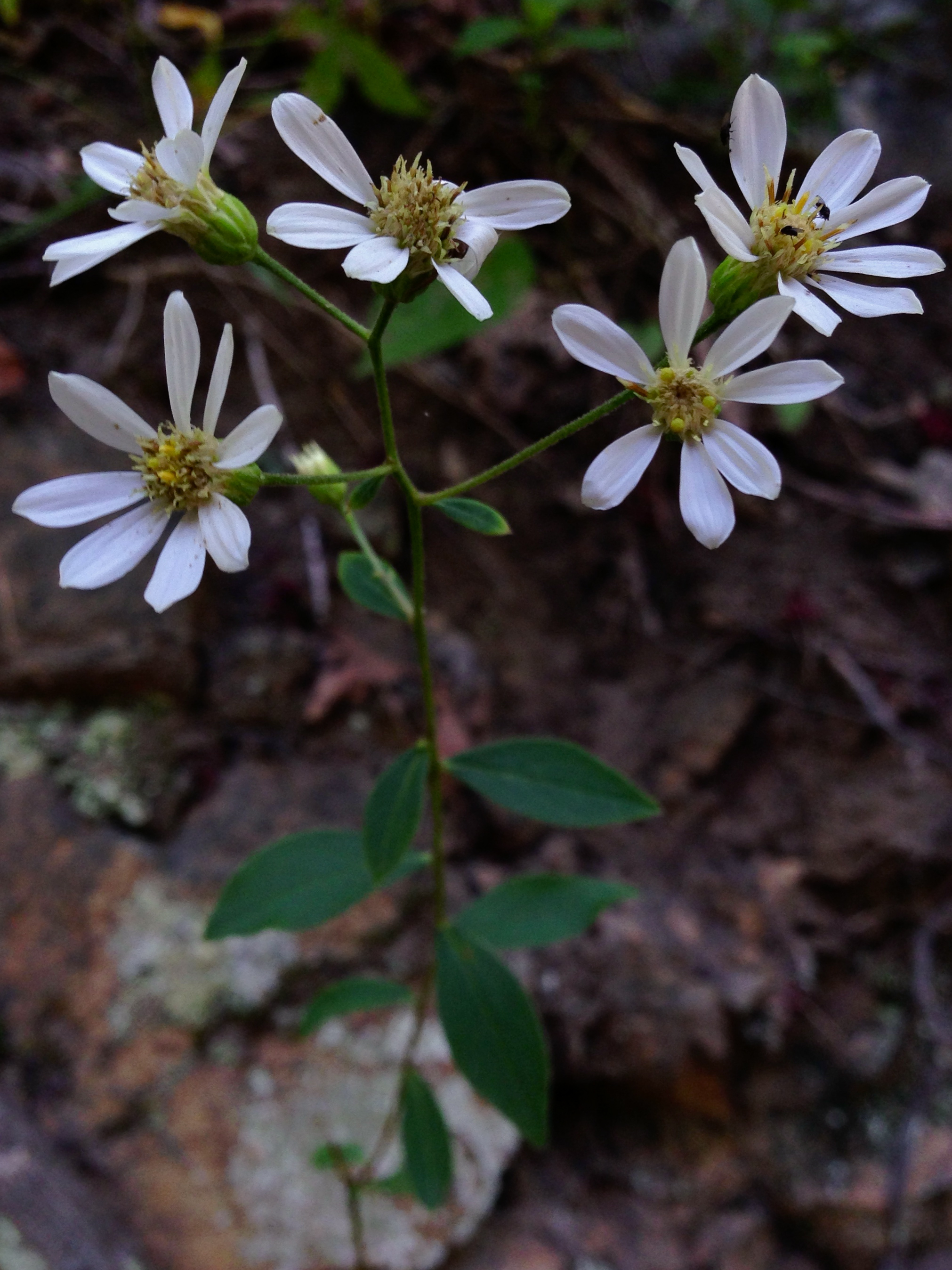
Infiorescenza
Doellingeria infirma

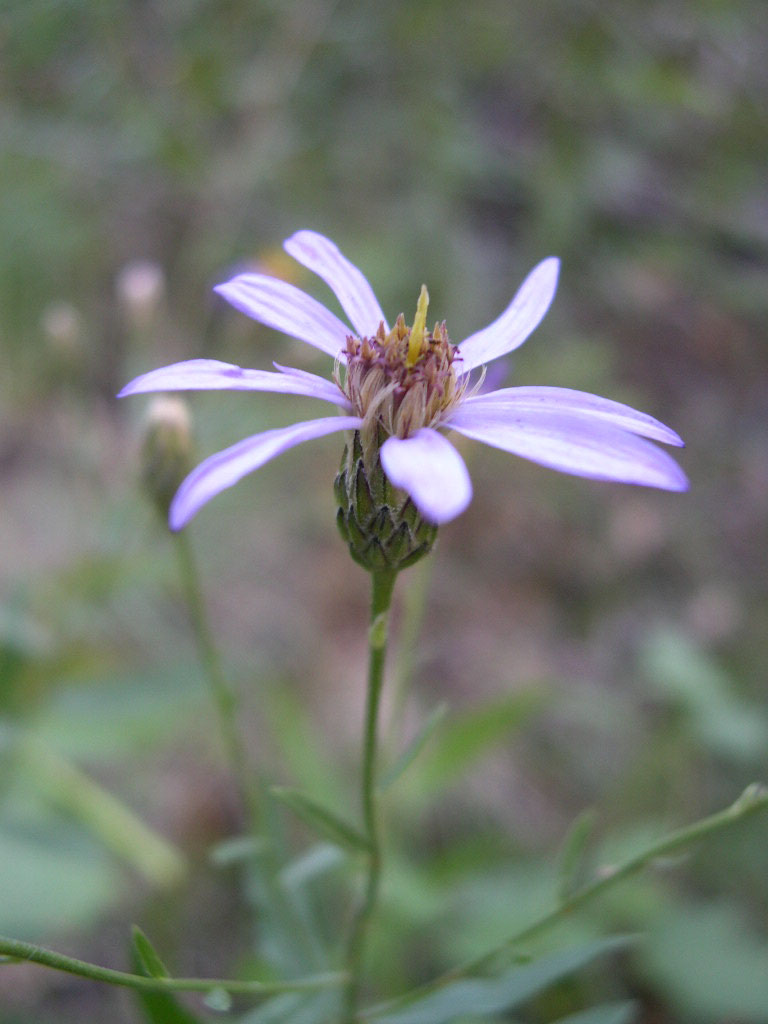
I fiori
Doellingeria elegans

Portamento. Le specie di questo genere hanno un habitus di tipo erbaceo perenne. Queste piante sono glabre o sparsamente pubescenti (sono ghiandolose le specie derivate dal genere Eucephalus) ).
Fusto e radici. La parte aerea in genere è eretta, semplice o ramosa. Le radici sono fibrose e secondarie da rizoma nelle specie derivate dal genere Eucephalus.
Foglie. Le foglie, tutte cauline, in genere sono disposte in modo alternato e sono picciolate (o sessili). Quelle inferiori sono ridotte a delle brattee o scaglie. La lamina è semplice; alla base può essere troncata o cordata. Sulla superficie possono essere presenti dei punti ghiandolari.
Infiorescenza. Le sinflorescenze sono composte da diversi capolini (fino a 20) raccolti in formazioni corimbose. Le infiorescenze vere e proprie sono composte da un capolino terminale peduncolato di tipo radiato con fiori eterogami. I capolini sono formati da un involucro, con forme da cilindriche a turbinate, composto da diverse brattee, al cui interno un ricettacolo fa da base ai fiori di due tipi: fiori del raggio e fiori del disco. Le brattee, piatte (carenate in Eucephalus) e a consistenza erbacea con margini ialini, con forme da oblunghe a oblunghe-lanceolate, con apice arrotondato o acuto, sono disposte in modo più o meno embricato e fortemente scalate su 2 - 6 serie. Il ricettacolo in genere è nudo ossia senza pagliette a protezione della base dei fiori; la forma è piano-convessa.
Fiori.  I fiori sono tetra-ciclici (formati cioè da 4 verticilli: calice – corolla – androceo – gineceo) e pentameri (calice e corolla formati da 5 elementi). Si distinguono in:
- fiori del raggio (esterni): da 2 a 20 per capolino, sono femminili e sono disposti su una sola serie; la forma è ligulata (zigomorfa);
- fiori del disco (centrali): sono più numerosi con forme brevemente tubulose (attinomorfe); sono ermafroditi.

- Formula fiorale:

*/x K {\displaystyle \infty }, [C (5), A (5)], G 2 (infero), achenio
- Calice: i sepali del calice sono ridotti ad una coroncina di squame.

- Corolla:

- fiori del raggio: la forma della corolla alla base è più o meno tubulosa-imbutiforme, mentre all'apice è ligulata; la ligula può terminare con alcuni denti e non è contorta (o solo leggermente); il colore è bianco o blu;
- fiori del disco: la forma è tubulare bruscamente divaricata in 5 lobi; i lobi, riflessi, hanno una forma da deltata a lanceolata; il colore è giallo.

- Androceo: l'androceo è formato da 5 stami sorretti da filamenti generalmente liberi; gli stami sono connati e formano un manicotto circondante lo stilo; le teche (produttrici del polline) alla base sono troncate e sono lievemente auricolate (molto raramente sono speronate o hanno una coda); le appendici apicali delle antere hanno delle forme piatte e lanceolate; il tessuto endoteciale (rivestimento interno dell'antera) è quasi sempre polarizzato (con due superfici distinte: una verso l'esterno e una verso l'interno). Il polline è sferico con un diametro medio di circa 25 micron;  è tricolporato (con tre aperture sia di tipo a fessura che tipo isodiametrica o poro) ed è echinato (con punte sporgenti).[10][12]

- Gineceo: l'ovario è infero uniloculare formato da 2 carpelli.[6] Lo stilo (il recettore del polline) è profondamente bifido (con due stigmi divergenti) e con le linee stigmatiche marginali separate.[13] I due bracci dello stilo hanno una forma deltoide o lineare-lanceolata e possono essere papillosi o ricoperti da ciuffi di peli.

Frutti. I frutti sono degli acheni con pappo; in alcune specie è presente un certo dimorfismo (gli acheni dei fiori del raggio differiscono dagli acheni dei fiori del disco);
- achenio: gli acheni, con forme obovato-compresse, hanno 5 - 9 nervature laterali (fortemente appiattite e binervate in Eucephalus); la superficie varia da glabra a sparsamente strigosa; la parete dell'achenio è formata da celle contenenti rafidi ma prive di fitomelanina; il carpoforo normalmente è anulare; le setole con punte a forma di ancora non sono presenti;
- pappo: il pappo è formato da 2 - 3 serie di setole; le setole sono allargate all'apice (clavate); esternamente alle serie di setole può essere presente una coroncina di scaglie (o brevi setole).[10]

## Biologia
Impollinazione: l'impollinazione avviene tramite insetti (impollinazione entomogama tramite farfalle diurne e notturne).

Riproduzione: la fecondazione avviene fondamentalmente tramite l'impollinazione dei fiori (vedi sopra).

Dispersione: i semi (gli acheni) cadendo a terra sono successivamente dispersi soprattutto da insetti tipo formiche (disseminazione mirmecoria). In questo tipo di piante avviene anche un altro tipo di dispersione: zoocoria. Infatti gli uncini delle brattee dell'involucro (se presenti) si agganciano ai peli degli animali di passaggio disperdendo così anche su lunghe distanze i semi della pianta. Inoltre per merito del pappo il vento può trasportare i semi anche a distanza di alcuni chilometri (disseminazione anemocora).

## Distribuzione e habitat
Le specie di questa sottotribù sono distribuite negli Stati Uniti d'America e Canada. In particolare le specie originarie del genere Doellingeria hanno una distribuzione orientale, mentre le specie originarie del genere Eucephalus hanno una distribuzione occidentale.

## Sistematica
La famiglia di appartenenza di questa voce (Asteraceae o Compositae, nomen conservandum) probabilmente originaria del Sud America, è la più numerosa del mondo vegetale, comprende oltre 23.000 specie distribuite su 1.535 generi, oppure 22.750 specie e 1.530 generi secondo altre fonti (una delle checklist più aggiornata elenca fino a 1.679 generi). La famiglia attualmente (2021) è divisa in 16 sottofamiglie; la sottofamiglia Asteroideae è una di queste e rappresenta l'evoluzione più recente di tutta la famiglia.

### Filogenesi
Il gruppo di questa voce è descritto nella tribù Astereae, una delle 21 tribù della sottofamiglia Asteroideae). Da un punto di vista filogenetico, la tribù Astereae fa parte del supergruppo (o sottofamiglia) "Asteroideae grade"; l'altro è il supergruppo "Non-Asteroideae" contenente il resto delle sottofamiglie delle Asteraceae. All'interno del supergruppo è vicina alle tribù Senecioneae, Calenduleae, Gnaphalieae e Anthemideae.
I caratteri più notevoli della tribù Astereae sono: la base delle antere sono prive di code e non sono calcarate (speronate); le linee stigmatiche dei bracci dello stilo sono totalmente separate; i due bracci dello stilo hanno una forma breve o allungata da lanceolata a deltoide e possono essere papillosi o ricoperti da ciuffi di peli (all'esterno, mentre all'interno sono glabri). La distribuzione della maggior parte delle specie di questo gruppo è nelle regioni temperate nord e sud.
In base alle ultime ricerche nella tribù sono stati individuati (provvisoriamente) 5 principali lignaggi:
- Basal grade: include alcuni generi isolati, il gruppo "South American-Oceania",  alcune sottotribù africane e il gruppo dei generi legnosi del Madagascar.
- Bellis lineage: comprende le sottotribù eurasiatiche e una sottotribù africana.
- Aster lineage: include i generi asiatici di Asterinae e i principali gruppi dell'Australia e dell'Oceania.
- Baccharis lineage: include alcuni gruppi sudamericani.
- North American lineage: include la vasta gamma di sottotribù del Nordamerica, Messico e alcuni gruppi distribuiti nel Sudamerica.

Il genere di questa voce (e quindi la sottotribù) è inclusa nel lignaggio "North American lineage". Attualmente la sottotribù, nell'ambito del clade "North American lineage", si trova, da un punto di vista filogenetico, in una posizione "basale" e probabilmente con il resto delle sottotribù forma un gruppo fratello.
Alcuni Autori descrivono la sottotribù Doellingeriinae formata da due generi: Doellingeria Nees e Eucephalus Nutt. in quanto i due gruppi sono ampiamente separati geograficamente. Tuttavia le analisi di tipo filogenetico delle sequenze nucleari (DNA del nucleo) suggeriscono che le specie di Doellingeria siano derivate da un lignaggio interno al genere Eucephalus, mentre le analisi dello stesso tipo delle sequenze plastidiche (DNA del plastidio) suggeriscono una più complessa storia evolutiva nell'origine dei due generi.
I caratteri distintivi del genere sono:
- le foglie basali sono ridotte a delle scaglie  (Eucephalus) o brattee (Doellingeria);
- i lembi delle corolle dei fiori del disco sono allargati (Doellingeria);
- i fiori del raggio sono pochi e le corolle sono contorte (Eucephalus) oppure no (Doellingeria);
- la superficie degli acheni è ghiandolosa (Eucephalus);
- le setole del pappo all'apice sono allargate (Eucephalus).

Il numero cromosomico delle specie di questo genere è: 2n = 18.

### Elenco delle specie
Questo genere ha 13 specie:
- Doellingeria breweri (A.Gray) Semple, Brouillet & G.A.Allen
- Doellingeria elegans  (Nutt.) Semple, Brouillet & G.A.Allen
- Doellingeria engelmannii  (D.C.Eaton) Semple, Brouillet & G.A.Allen
- Doellingeria glabrata  (Greene) Semple, Brouillet & G.A.Allen
- Doellingeria glaucescens  (A.Gray) Semple, Brouillet & G.A.Allen
- Doellingeria gormanii  (Piper) Semple, Brouillet & G.A.Allen
- Doellingeria infirma  (Michx.) Greene
- Doellingeria ledophylla  (A.Gray) Semple, Brouillet & G.A.Allen
- Doellingeria paucicapitata  (B.L.Rob.) Semple, Brouillet & G.A.Allen
- Doellingeria sericocarpoides  Small
- Doellingeria tomentella  (Greene) Semple, Brouillet & G.A.Allen
- Doellingeria umbellata  (Mill.) Nees
- Doellingeria vialis  (Bradshaw) Semple, Brouillet & G.A.Allen

### Sinonimi
Sono elencati alcuni sinonimi per questa entità:
- Eucephalus Nutt.